# شرفدارکلا علیا
شرفدارکلا غلیا، روستایی است از توابع بخش مرکزی شهرستان ساری در استان مازندران ایران.

## جمعیت
این روستا در دهستان اسفیورد شوراب قرار داشته و براساس آخرین سرشماری مرکز آمار ایران که در سال ۱۳۸۵ صورت گرفته، جمعیت آن ۹۱۰نفر (۲۳۲خانوار) بوده‌است.